# Sremska Kamenica
Sremska Kamenica [Kamenitsa] (en serbio Сремска Каменица, hr: Srijemska Kamenica, hu: Kamanc) es una de las principales localidades de Novi Sad, en Serbia. 

## Nombre
En serbio, se conoce la ciudad como Sremska Kamenica (Сремска Каменица), en croata como Srijemska Kamenica, en húngaro como Kamanc, y en alemán como Kamenitz.

## Geografía
La ciudad se encuentra en la región de Syrmia, en el costado norte de la cadena montañosa de Fruška Gora y del río Danubio. 

## Población
Según el censo oficial de 2002, la población de Sremska Kamenica era de 11.205 inhabitants, de los cuales 8.806 serbios. Otros grupos étnicos son croatas (561), yugoslavos (358), húngaros (256), montenegrinos (141), eslovacos (102), y otros. 

### Evolución de la población
- 1961: 3,646
- 1971: 5,051
- 1981: 7,532
- 1991: 7,955

## Historia
En 1237 se habla por primera vez en documentos oficiales de Sremska Kamenica. En ese momento la ciudad pertenecía al Reino de Hungría, aunque su nombre es de origen eslavo. 
En 1918, la ciudad pasó a formar parte del Reino de Serbia, Croacia y Eslovenia luego renombrado Yugoslavia.

## Instituciones, lugares y edificios notables

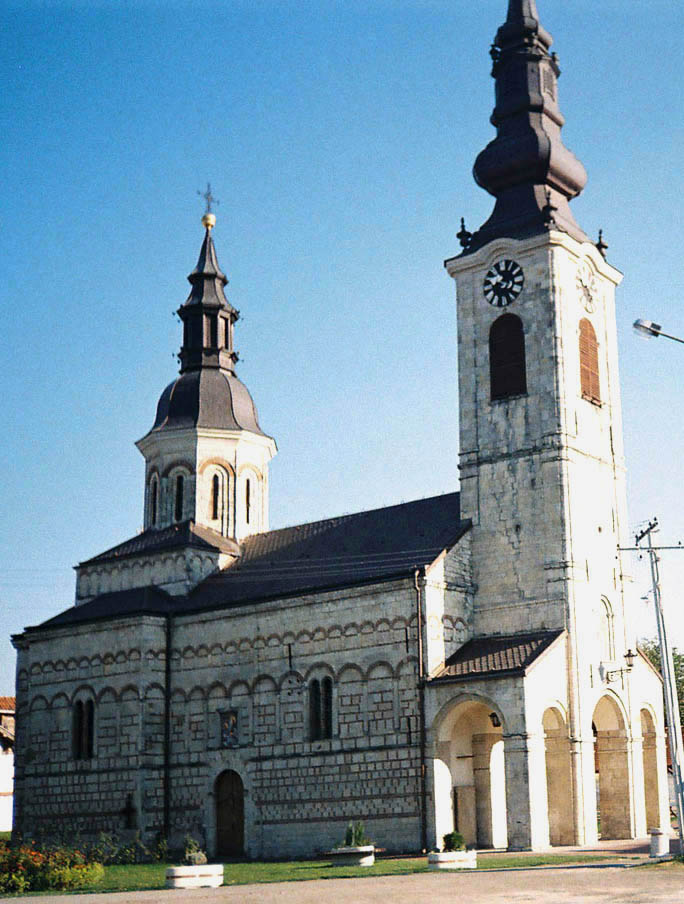
Iglesia ortodoxa.